# Joan de Sicília
|  | Aquest article tracta sobre rei de Sicília i duc d'Atenes i Neopàtria. Vegeu-ne altres significats a «Joan Sícul». |

Joan de Sicília (1317 - Milo, 1348), infant de Sicília, duc de Randazzo, Atenes i Neopàtria i regent de Sicília (1338-1348).
Quart fill de Frederic II de Sicília i la seva esposa, Elionor d'Anjou.
El 1337, a la mort del seu pare, el seu germà Pere II fou designat rei de Sicília i un any després Joan en fou designat regent, funció que seguí desenvolupament a la mort del seu germà el 1342 i durant la minoria d'edat del seu nebot i hereu, Lluís I de Sicília.
Durant la seva regència va aconseguir mantenir la pau. Amb el papa Climent VI i Joana I de Nàpols va preparar un tracte: els angevins van renunciar a Sicília alhora que els aragonesos de Sicília renunciaven a la part continental del regne, el Regne de Nàpols, cosa que suposava la seva constitució d'independència definitiva.
Va morir el 3 d'abril de 1348 a causa de la pesta. Fou enterrat a la catedral de Catània juntament amb el seu pare, Frederic, i el seu nebot Lluís. El succeí en la regència Blasco d'Alagón el Jove.